# Guðni Thorlacius Jóhannesson

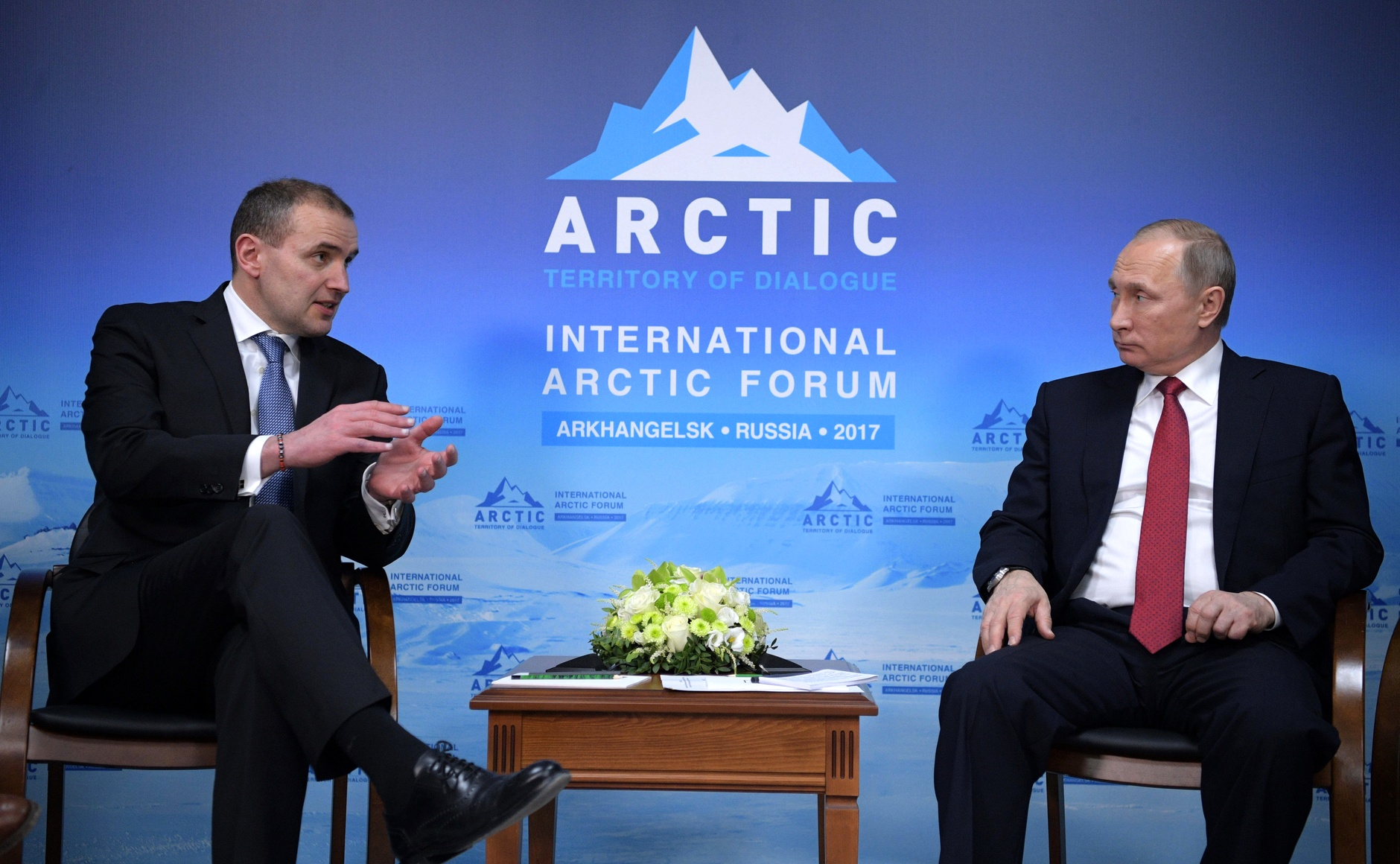
Guðni Th. Jóhannesson (met regenboogpolsband) en Vladimir Poetin, 30 maart 2017

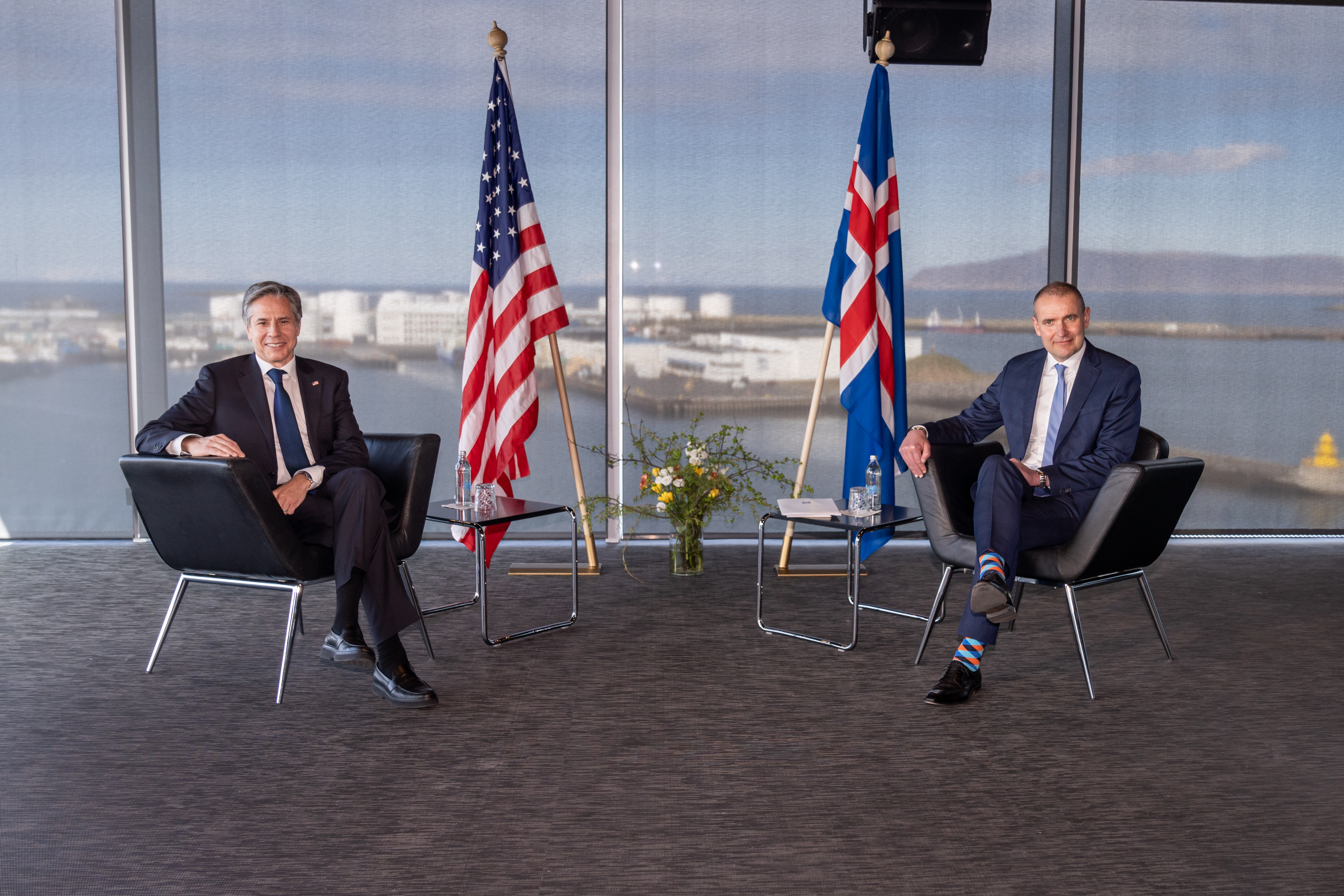
Guðni (r.) met de Amerikaanse minister Antony Blinken, 18 mei 2021

Guðni Thorlacius Jóhannesson (Reykjavik, 26 juni 1968) is een IJslands historicus die tussen 2016 en 2024 fungeerde als president van IJsland.

## Academische carrière
In 1991 behaalde Guðni een bachelor politieke wetenschappen aan de Universiteit van Warwick. Zes jaar later behaalde hij zijn master in geschiedenis aan de Universiteit van IJsland, gevolgd door een postgraduaat geschiedenis aan St Antony's College van de Universiteit van Oxford. In 2003 volgde zijn wetenschappelijke promotie aan Queen Mary University of London. Hij studeerde ook Duits en Russisch op academisch niveau.
Guðni doceerde als hoogleraar aan de Universiteit van IJsland in Reykjavik, de Universiteit van Bifröst in Borgarbyggð en de Universiteit van Londen. Zijn onderzoeksdomein is de recente IJslandse geschiedenis. Hij is specialist in de geschiedenis van de Kabeljauwoorlogen, de IJslandse bankencrisis en het presidentschap van Kristján Eldjárn. Hij publiceerde ook een beknopte Engelstalige geschiedenis van IJsland.

## Politieke carrière
De partijloze Guðni was een van de negen kandidaten voor de IJslandse presidentsverkiezingen 2016. Zijn kandidatuur volgde op een onrustige periode in de IJslandse politiek, waarbij premier Sigmundur Davíð Gunnlaugsson moest aftreden na het bekend worden van documenten in de Panama Papers over aandelenzwendel. In die dagen verscheen Guðni regelmatig op de televisie met analyses en commentaren over de ontstane situatie. Hij wekte zoveel vertrouwen dat er stemmen opgingen om hem te vragen zich kandidaat te stellen voor het presidentschap. Hij ging daarop in nadat peilingen hadden uitgewezen dat hij inderdaad een goede kans maakte.
Hij won met 39% van de stemmen. De nummer twee, Halla Tómasdóttir, kreeg 28%. De overige zeven kandidaten, onder wie ex-premier Davíð Oddsson en de populaire schrijver en ex-voetballer Þorgrímur Þráinsson, behaalden samen 33%. Guðni legde op 1 augustus 2016 de eed af als zesde president van IJsland. Hij was toen 48 jaar en de jongste die ooit de presidentiële residentie Bessastaðir in gebruik nam. Met hem kreeg IJsland na twintig jaar een nieuw staatshoofd. Zijn voorganger Ólafur Ragnar Grímsson had vijf termijnen van vier jaar uitgediend en zich eerst niet, daarna wel en uiteindelijk toch niet kandidaat gesteld voor een zesde termijn. 
Guðni slaagde er als president snel in het vertrouwen te winnen van de IJslandse bevolking. Bij peilingen behaalde hij hoge populariteitscijfers. Bij de presidentsverkiezingen op 27 juni 2020 werd Guðni herkozen voor een nieuwe termijn van vier jaar. Hij versloeg zijn enige uitdager, de politiek actieve zakenman Guðmundur Franklín Jónsson, met het ongekend hoge percentage van 92 tegen 7,8. Guðni was acht jaar president en stelde zich niet opnieuw verkiesbaar. Op 1 augustus 2024 volgde Halla Tómasdóttir hem op.

## Persoonlijke achtergrond
Guðni is een zoon van de lerares en journaliste Margrét Thorlacius en de sportleraar Jóhannes Sæmundsson, die op 42-jarige leeftijd stierf. Hij heeft twee broers: Patrekur (voormalig speler van de nationale handbalploeg en van 2011 tot 2019 bondscoach van het Oostenrijkse handbalteam voor mannen) en Jóhannes (informatieanalist).
Hij is sinds 2004 getrouwd met de Canadese journaliste Eliza Jean Reid. Zij werd in 1976 geboren in Ottawa en studeerde in Toronto en Oxford, waar ze Guðni leerde kennen bij het roeien. Ze kwam in 2003 naar IJsland en ging schrijven voor diverse periodieken. Zij organiseert sinds 2014 de jaarlijkse Iceland Writers Retreat, de internationale schrijversconventie in Reykjavik. Samen hebben ze vier kinderen. Daarnaast heeft Guðni een dochter uit een vorig huwelijk.

## Extra

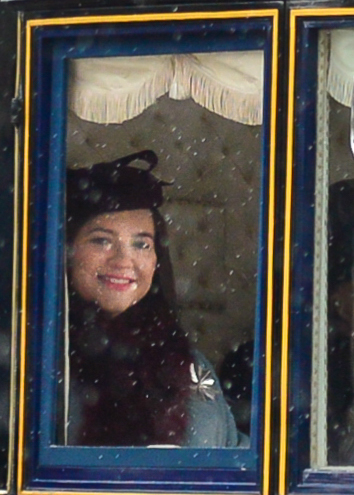
Eliza Reid

- Guðni heeft vier boeken van bestsellerauteur Stephen King in het IJslands vertaald.[2][7]
- In februari 2017 veroorzaakte Guðni een wereldwijde discussie in de sociale media toen hij bij een werkbezoek aan een middelbare school opmerkte dat hij de combinatie van pizza met ananas (de Pizza Hawaï) zou verbieden als hij er iets over te zeggen had.[8]
- Toen Eliza Reid gevraagd werd naar haar positie als presidentsvrouw was haar antwoord: "Ik ben niet de handtas van mijn echtgenoot".[9] In een TED-talk ging ze nader in op haar rol in de IJslandse samenleving.[6]
- Bij een ontvangst voor de Amerikaanse vicepresident Mike Pence in Höfði te Reykjavik in september 2019 droegen president Guðni Th. Jóhannessen en first lady Eliza Reid een regenboogpolsband om hem subtiel te wijzen op het liberale IJslandse standpunt inzake lgbt-rechten.[10] Guðni deed dat ook bij ontmoetingen met de Russische president Vladimir Poetin.